# Andrea Thomas
Andrea Irmgard Thomas (née le 9 avril 1963 à Coblence) est une athlète allemande.

## Palmarès
- Championnats d'Europe d'athlétisme de 1990 à Split :
  -  Médaille d'argent du relais 4 x 100 m